# Rómulo Escobar
Rómulo Escobar Bethancourt (5 de septiembre de 1927-28 de septiembre de 1995) fue un político y diplomático panameño. Fue conocido por su papel en la negociación de los tratados del Canal de Panamá en 1977.

## Biografía
Escobar se formó como abogado penalista y fue miembro del partido comunista en Panamá. Debido a sus opiniones políticas, inicialmente fue encarcelado por el gobierno de derecha de Omar Torrijos Herrera cuando tomó el poder después del golpe de Estado en Panamá de 1968. Sin embargo, más tarde se convirtió en asesor del gobierno de Torrijos. A raíz de los incidentes del Leyla Express y Johnny Express en 1971, en los que dos cargueros con banderas panameñas fueron incautados por el gobierno cubano bajo sospecha de transportar armas y mercenarios a Cuba, Escobar encabezó la delegación panameña en Cuba para negociar la liberación del Capitán de uno de los cargueros.
Escobar fue nombrado negociador principal de Panamá cuando Estados Unidos y Panamá negociaron los tratados del Canal de Panamá de 1977. En este puesto, ayudó a Panamá a recuperar el control parcial sobre el Canal de Panamá, que había estado bajo control de Estados Unidos desde 1903. Fue descrito como un diplomático capaz. En 1979 se convirtió en uno de los fundadores del Partido Revolucionario Democrático, el brazo político del ejército panameño, y sirvió como su presidente. Cuando Manuel Antonio Noriega se convirtió en líder de facto de Panamá en 1983, Escobar mantuvo su puesto como asesor político.
En 1988 Estados Unidos exigió que Manuel Antonio Norieg fuera destituido de su cargo; Escobar volvió a representar a Panamá en las negociaciones que siguieron. Argumentando en contra de la posición de Estados Unidos, Escobar afirmó: "No aceptamos que Estados Unidos pueda dictar cuándo podemos o no estar en nuestro país, sea Noriega o cualquier otro panameño". Las negociaciones no tuvieron éxito, y después de que la invasión estadounidense de Panamá en 1989 derrocó a Noriega del poder, Escobar fue encarcelado. Cuando el Partido Revolucionario Democrático regresó al poder después de las elecciones generales de Panamá de 1994, Escobar fue nombrado asesor del Ministro de Relaciones Exteriores. Escobar se desempeñó durante un período como rector de la Universidad de Panamá. Escribió el libro Torrijos: ¡Colonia americana no!, sobre el gobierno de Omar Torrijos Herrera.

## Fallecimiento
Murió el 28 de septiembre de 1995 en un hospital de la Ciudad de Panamá. Un servicio de noticias local informó que el cáncer de garganta fue la causa de la muerte.